# Mucius Scaevola

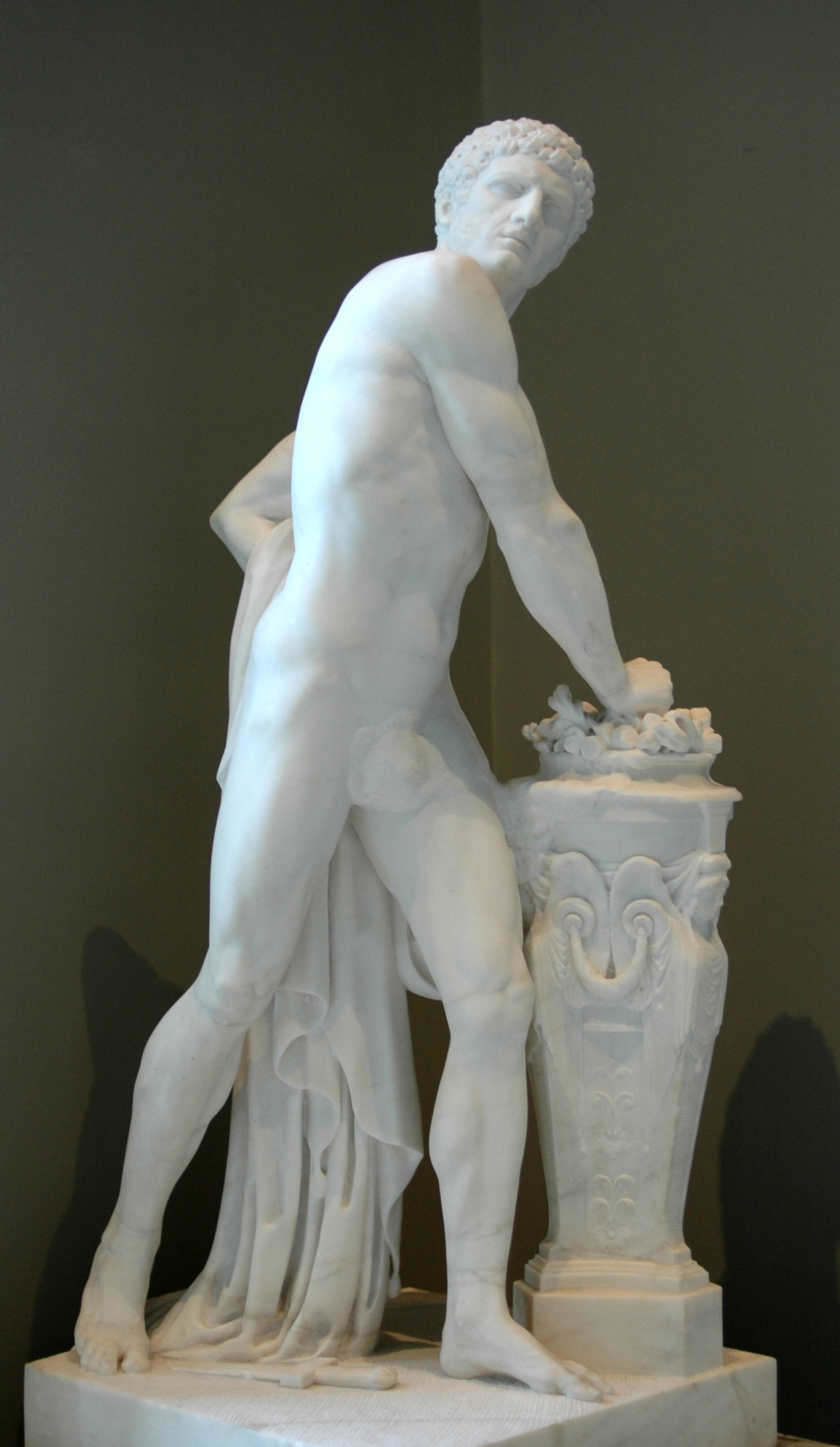
Mucius Scævola de Louis Pierre Deseine, 1791, Muzeul Louvre, Paris

Gaius Mucius Scaevola  (n.? - d. 509 î.e.n.) a fost un personaj eroic legendar al Romei Antice. Când regele etrusc Porsenna a asediat cetatea Romei, Gaius Mucius, pe numele său adevărat, a reușit să se strecoare înarmat, în timpul nopții, în tabăra etruscă, plănuind să-l ucidă pe regele Porsenna.
Încercarea a dat greș, deoarece Mucius a ucis un alt om în locul lui Porsena. Capturat, a fost dus legat în fața regelui etrusc. Plin de mândrie, Mucius avea să facă o faptă care a uimit întreaga lume antică. Stând drept și netemător, Mucius l-a privit în ochi pe Porsenna declarând:
"Sunt Gaius Mucius, cetățean liber al Romei. Am venit aici, ca dușman, să îmi ucid dușmanul. Sunt gata să mor la fel cum sunt gata să ucid. La fel ca mine, au jurat alți trei sute de romani. Înainte să mor, vreau să îmi pedepsesc mâna care a dat greș în a te ucide, rege Porsenna". În fața etruscilor uluiți, Mucius și-a pus mâna dreaptă pe o făclie aprinsă și a stat acolo nemișcat, fără sa dea vreun semn de durere în timp ce mâna sa sfârâia, fumega, se acoperea de bășici și își schimba culoare sub acțiunea flăcărilor nemiloase. Incredibilul roman și-a ținut astfel mâna până când s-a transformat într-un grotesc ciot negru fumegând. Impresionat de curajul tânărului, regele Porsenna l-a eliberat.
Deoarece a rămas cu mâna dreapta mutilată pe viață, Mucius a fost poreclit Scaevola (stângaciul).